# Кировец (стадион, Санкт-Петербург)
«Кировец» — футбольный и регбийный стадион, расположенный в Кировском районе Санкт-Петербурга. Домашняя арена футбольного клуба «Звезда».

## История
Проект стадиона был разработан архитектором Александром Никольским и его помощником Константином Кашиным-Линде в 1932 году и был реализован в 1936 году, хотя первые футбольные и регбийные матчи состоялись на нём уже в 1933 году. Первое название стадиона — «Красный химик». В разное время стадион также именовался «Красным Треугольником» и «Каучуком». В первые годы на нём играли команды «Кировский завод», «Красная Заря», «Электрик», «Спартак». После Великой Отечественной войны арена перешла в ведение Кировского завода, получив идентичное название, сокращенное впоследствии до «Кировца».
В 1957 году была достроена «лоджия» над трибунами. В советское время стадион принимал матчи первенства и Кубка СССР по футболу. Так, московский клуб ВМС в 1952 году провёл там две встречи Высшей лиги. На «Кировце» играли ленинградские команды «Авангард», «Адмиралтеец», «Трудовые резервы», «Спартак», дубль «Зенита». В 1978 году один матч на арене провело ленинградское «Динамо» (4 сентября, против ростовского СКА).
В 1980 году на «Кировце» состоялись два матча «Зенита» из-за подготовки основных арен Ленинграда к приёму Олимпиады: 12 апреля «сине-бело-голубые» обыграли «Нефтчи», а 17 апреля — победили «Пахтакор». Обе встречи собрали более 12 тысяч зрителей, хотя стадион на тот момент, согласно официальным данным, вмещал всего 10 тысяч. В 1994 году «Зенит» вернулся на «Кировец» из-за временного закрытия стадиона имени Кирова, проведя здесь 6 матчей в рамках Первого дивизиона. В 1995—1996 годах «Кировец» был домашней ареной «Гатчины», выступавшей в третьей и второй лигах первенства России. 2 мая 1996 года здесь прошла игра 1/128 финала Кубка России между «Гатчиной» и местным «Динамо», и вплоть до 2022 года на стадионе не было матчей в рамках профессиональных футбольных турниров. На стадионе проводил матчи регбийный клуб «Невская Застава».
В 2018 году стадион обрел статус выявленного памятника. Через два года компания бывшего игрока «Зенита» Дмитрия Игнатенко приобрела территорию «Кировца» для её реконструкции. 14 декабря 2021 года РФС выдал стадиону сертификат соответствия третьей категории (разряд «А»), которая позволяет проводить матчи ФНЛ-2, в апреле 2022 года стадион получил вторую категорию, позволяющую принимать матчи Первой лиги. В 2022 году здесь прошли матчи областного «Ленинградца» в рамках ФНЛ-2, все игры высшей лиги чемпионата города, матч 1/32 финала Кубка России «Звезда» Санкт-Петербург — «Велес» Москва, несколько матчей «Звезды» во Второй лиге, проводились игры северо-западного дивизиона ЮФЛ.
В настоящее время помимо футбольного поля на стадионе располагаются зал для игровых видов спорта, несколько тренажёрных залов, пресс-центр, манежи для мини-футбола и пляжного волейбола и другие объекты инфраструктуры крупнейшего в городе всесезонного центра футбольной подготовки «Восхождение», функционирующего с начала 2018 года.

## Значимые матчи на стадионе
матчи высшей лиги СССР
| № | Дата           | Хозяева                  | Соперник           | Счёт | Посещаемость |
| - | -------------- | ------------------------ | ------------------ | ---- | ------------ |
| 1 | 31 мая 1936    | Красная заря (Ленинград) | Динамо (Киев)      | 2:7  | 15 000       |
| 2 | 11 июня 1936   | Красная заря (Ленинград) | Локомотив (Москва) | 1:2  | 10 000       |
| 3 | 11 мая 1938    | Электрик (Ленинград)     | ЦДКА               | 1:1  | 5000         |
| 4 | 15 мая 1938    | Электрик (Ленинград)     | Динамо (Одесса)    | 2:1  | 8000         |
| 5 | 12 апреля 1980 | Зенит (Ленинград)        | Нефтчи (Баку)      | 1:0  | 12 000       |
| 6 | 17 апреля 1980 | Зенит (Ленинград)        | Пахтакор           | 1:0  | 12 000       |

матчи кубка СССР
| № | Дата             | Раунд        | Хозяева                    | Соперник           | Счёт |
| - | ---------------- | ------------ | -------------------------- | ------------------ | ---- |
| 1 | 24 мая 1937      | 1/64 финала  | Ижорский завод (Ленинград) | Спартак (Минск)    | 3:3  |
| 2 | 26 мая 1937      | 1/64 финала  | Ижорский завод (Ленинград) | Спартак (Минск)    | 1:3  |
| 3 | 22 июня 1947     | 1/128 финала | Дзержинец (Ленинград)      | Пищевик (Москва)   | 2:1  |
| 4 | 17 июня 1947     | 1/64 финала  | Дзержинец (Ленинград)      | ДО (Ленинград)     | 1:0  |
| 5 | 10 сентября 1949 | 1/128 финала | ДО (Ленинград)             | Спартак (Рязань)   | 7:0  |
| 6 | 25 сентября 1949 | 1/64 финала  | Завод Прогресс (Ленинград) | ДО (Свердловск)    | 1:0  |
| 7 | 5 октября 1949   | 1/32 финала  | ДО (Ленинград)             | Локомотив (Москва) | 1:0  |

матчи кубка России
| № | Дата            | Раунд                             | Хозяева                  | Соперник             | Счёт | Посещаемость |
| - | --------------- | --------------------------------- | ------------------------ | -------------------- | ---- | ------------ |
| 1 | 2 мая 1996      | 1/128 финала                      | Динамо (Санкт-Петербург) | Гатчина              | 0:2  | 200          |
| 2 | 5 октября 2022  | 1/32 финала пути регионов         | Звезда (Санкт-Петербург) | Велес (Москва)       | 2:0  | 231          |
| 3 | 27 февраля 2023 | 1-й этап 1/4 финала пути регионов | Звезда (Санкт-Петербург) | Пари Нижний Новгород | 0:2  | 524          |
| 4 | 2 апреля 2024   | 2-й этап 1/4 финала пути регионов | СКА-Хабаровск            | Динамо (Москва)      | 1:2  | 1057         |

## Галерея

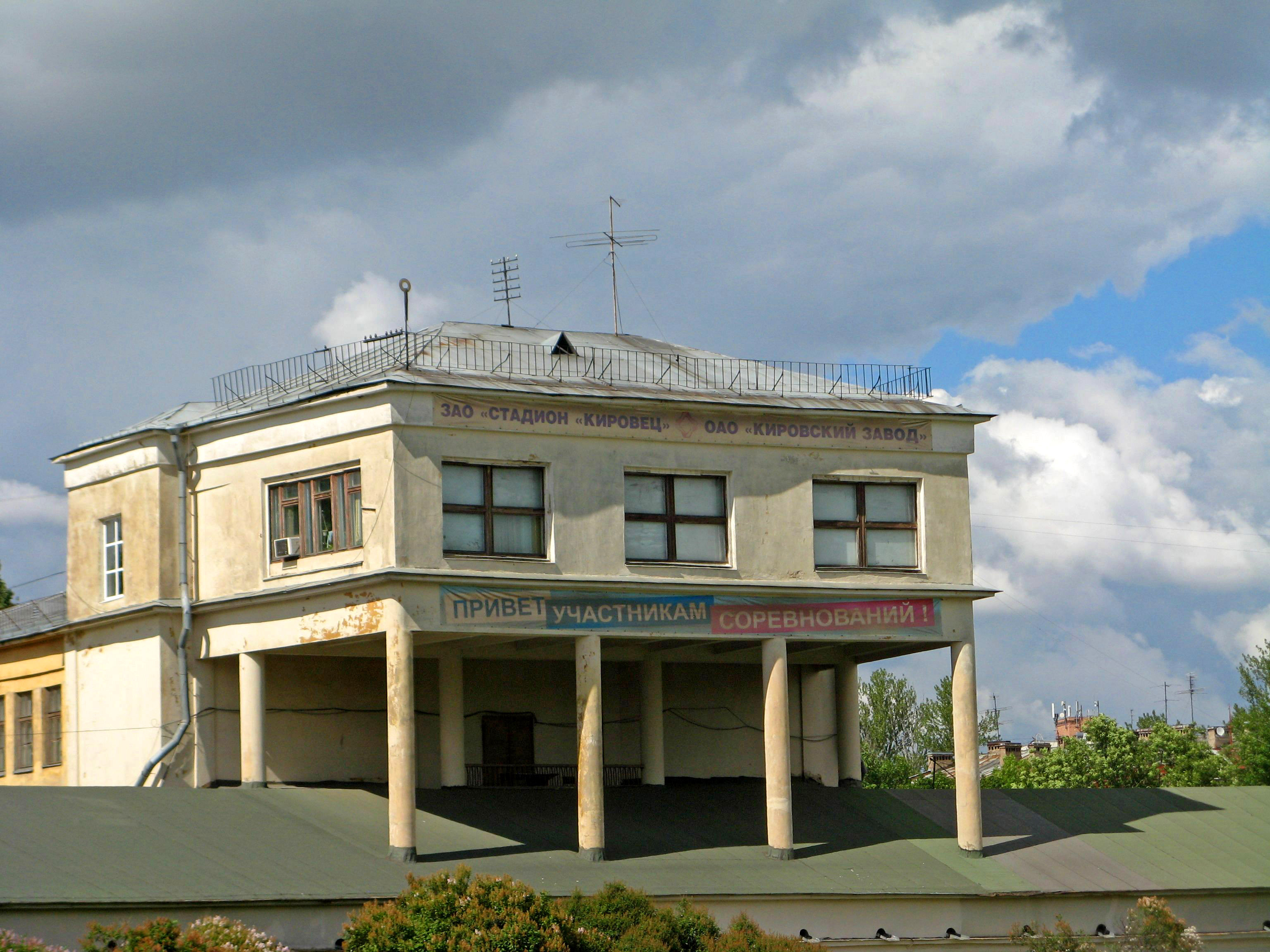
Лоджия над трибунами (2014 год)
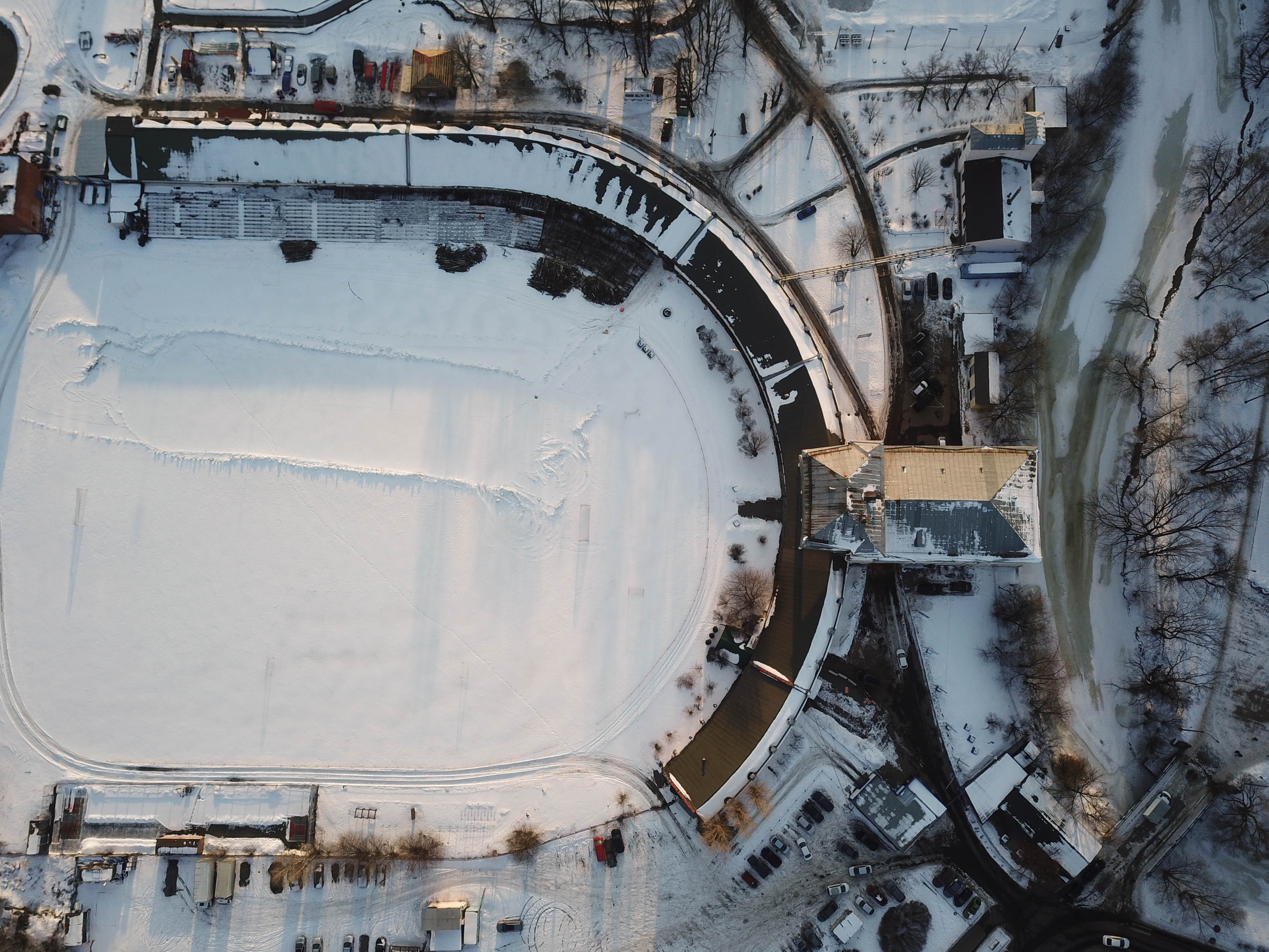
Вид на стадион сверху (2021)
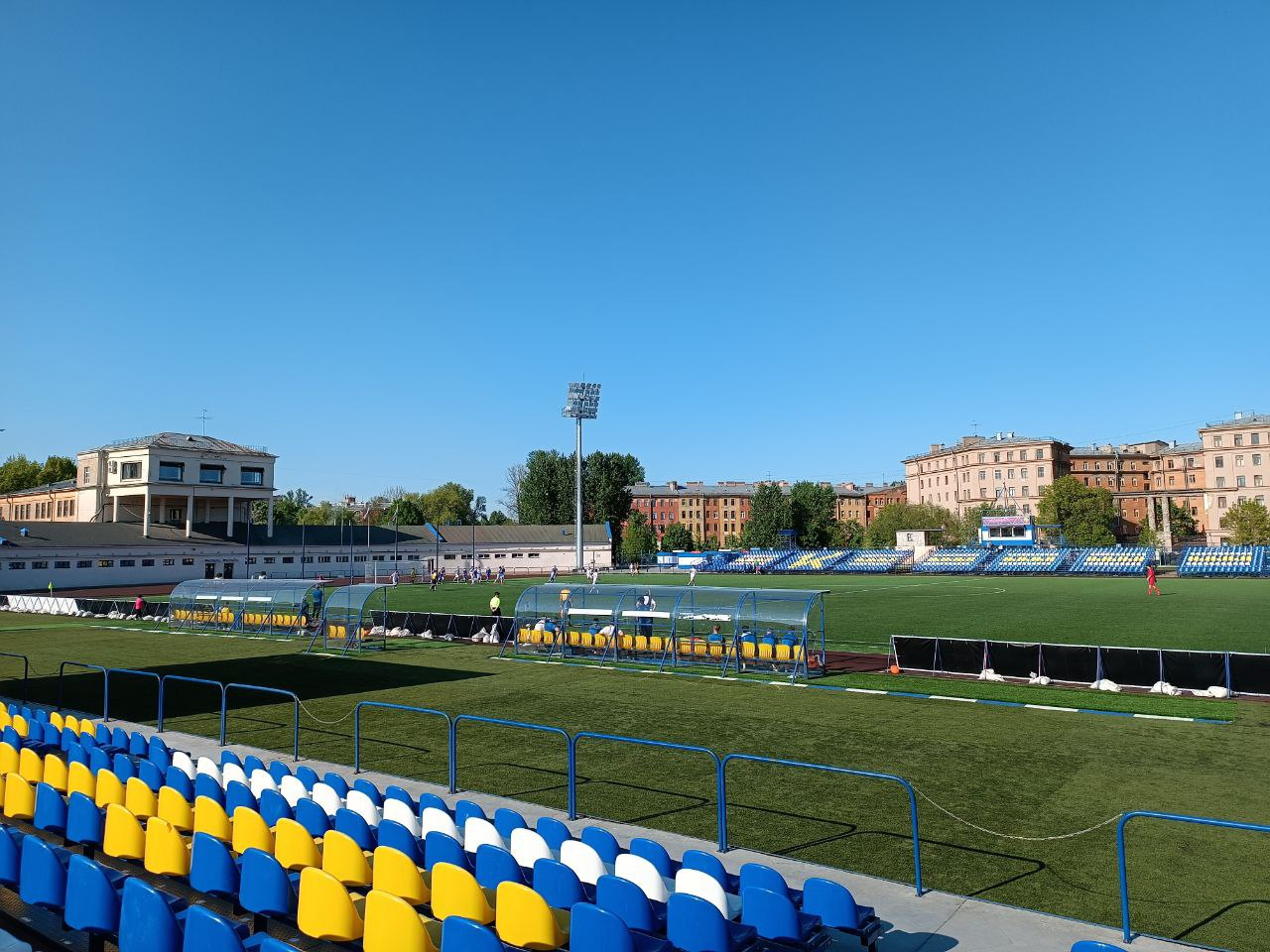
Вид на поле с западной трибуны стадиона (2023)